# Allium tubergenii
Allium tubergenii är en amaryllisväxtart som beskrevs av Josef Franz Freyn. Allium tubergenii ingår i släktet lökar, och familjen amaryllisväxter.
Artens utbredningsområde är Turkiet. Inga underarter finns listade i Catalogue of Life.